# 安戈拉鎮區 (明尼蘇達州聖路易斯縣)
安戈拉鎮區（英語：Angora Township）是位於美國明尼蘇達州聖路易斯縣的一個行政鎮區。

## 地方資料
安戈拉鎮區的面積為94.35平方千米，當中陸地面積為94.17平方千米，而水域面積為0.18平方千米。根據2020年美國人口普查的數據，當地共有人口223人，而人口密度為每平方千米2.36人。